# Georges Louis Duvernoy

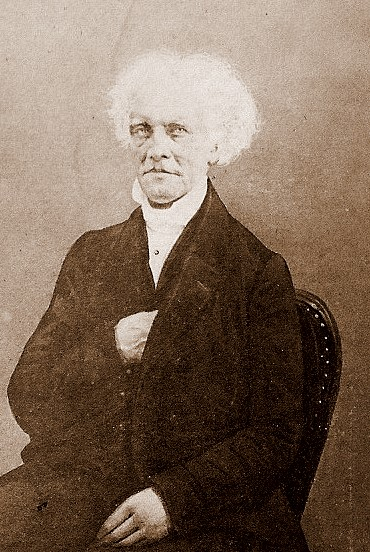
Georges Louis Duvernoy

Georges Louis Duvernoy (* 6. August 1777 in Montbéliard; † 1. März 1855 in Paris) war ein französischer Zoologe und Mediziner.

## Leben
Duvernoy studierte Medizin in Stuttgart, Straßburg und Paris, wo ihn der entfernt mit ihm verwandte Georges Cuvier bat, ihm bei der Herausgabe seiner Vorlesungen über vergleichende Anatomie (Leçons d’anatomie comparée) zu assistieren. Duvernoy gab die letzten drei Bände heraus, basierend auf Aufzeichnungen und beraten von Cuvier. 1801 wurde er promoviert (mit einer Arbeit über Hysterie). 1805 war er wieder in seinem Heimatort Montbéliard, wo er sich als Arzt niederließ. 1827 wurde er Professor an der Universität Straßburg (Faculté des Sciences), an der er ab 1829 der medizinischen Fakultät angehörte. Nach dem Tod von Cuvier 1832 gab er Arbeiten aus dessen Nachlass heraus. 1837 wurde er Professor für Naturgeschichte am Collège de France als Nachfolger von Cuvier.
Georg Büchner war sein Schüler.

## Ehrungen
1832 wurde er zum Mitglied der Deutschen Akademie der Naturforscher Leopoldina gewählt.
1833 wurde er korrespondierendes Mitglied und 1847 académicien libre  der Académie des sciences. 1851 wurde er Mitglied der Königlich Schwedischen Akademie der Wissenschaften. Seit 1840 war er korrespondierendes Mitglied der Russischen Akademie der Wissenschaften in Sankt Petersburg.

## Schriften
- Dissertation sur l’hystérie, 1801
- Notice historique sur les ouvrages et la vie de M. Le B’on Cuvier, 1833
- Leçons sur l’histoire naturelle des corps organisés, professées au Collège de France, 1839
- Résumé sur le fluide nourricier, ses réservoirs et son mouvement, dans tout le règne animal, 1839
- Notice sur les publications d’anatomie comparée, de physiologie, 1844
- Fragments sur les organes génito-urinaires des reptiles et leurs produits, 1848
- Mémoire sur le système nerveux des mollusques acéphales lamellibranches ou bivalves, 1853